# Rubus roribaccus
Rubus roribaccus är en rosväxtart som först beskrevs av Jacob Whitman Bailey, och fick sitt nu gällande namn av Per Axel Rydberg. Rubus roribaccus ingår i släktet rubusar, och familjen rosväxter. Inga underarter finns listade i Catalogue of Life.